# Maison nationale de Vinohrady
 (juillet 2023).
Si vous disposez d'ouvrages ou d'articles de référence ou si vous connaissez des sites web de qualité traitant du thème abordé ici, merci de compléter l'article en donnant les références utiles à sa vérifiabilité et en les liant à la section « Notes et références ».
La Maison nationale de Vinohrady (en tchèque : Národní dům na Vinohradech), anciennement connue sous le nom de ÚKDŽ (Maison centrale de la culture des cheminots), est un bâtiment néo-Renaissance servant de centre culturel et centre social à Prague, dans le quartier de Vinohrady - Prague 2.

## Histoire

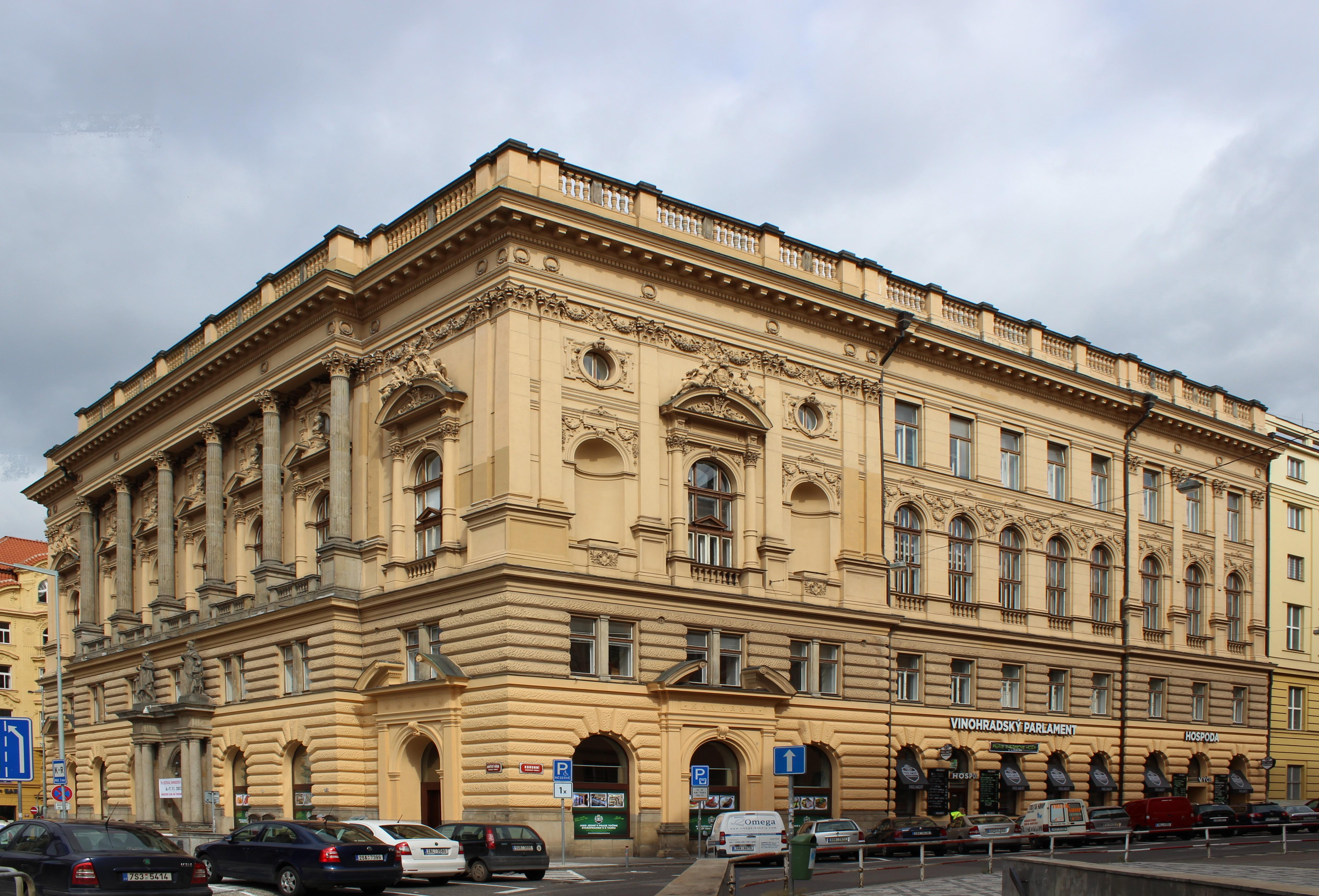

Le bâtiment a été construit en 1893-1894 selon le projet de l'architecte Antonín Turk.
Le bâtiment a été créé à l'occasion de l'intégration de Královské Vinohrady à la ville de Prague en 1879. Une grande partie de l'architecture typique de Vinohrady des rues Francouzská, Anglikská et Bělehradská date également de cette période. Le centre urbain de la ville à cette époque était Purkyňovo náměstí (aujourd'hui Place de la Paix), c'est pourquoi le centre communautaire était situé ici.
Les 9 au 11 avril 1898, le congrès fondateur du Parti national social tchèque s'y déroule.
Le 22 mai 1921, la communauté légionnaire tchécoslovaque y est fondée.
Après le coup d'État de Prague de février 1948, le bâtiment est tombé en ruine. En 1955, le bâtiment a été acquis en mauvais état par les Chemins de fer tchécoslovaques et est reconstruit (1959). Après la reconstruction, il s'appelait la Maison culturelle centrale des cheminots (ÚKDŽ)'.
Du 27 au 29 juin 1967, s'y tient le IVe Congrès de l'Union des écrivains tchécoslovaques.

## Description
Le bâtiment néo-Renaissance à deux étages se compose d'un bâtiment à trois ailes s'ouvrant sur les rues Slezská et Korunní.
En octobre 1992, le bâtiment est passé entre des mains privées. Actuellement, il y a deux restaurants au rez-de-chaussée du bâtiment.